# علامت زورو (فیلم ۱۹۴۰)
علامت زورو (انگلیسی: The Mark of Zorro) یک فیلم ماجراجویی سیاه و سفید آمریکایی به کارگردانی روبن مامولیان است که در سال ۱۹۴۰ منتشر شد.

## بازیگران
- تایرون پاور
- لیندا دارنل
- بازیل رتبون
- گیل سوندرگارد
- یوجین پلت
- مونتاگو لاو
- فرانک پولیا
- کریسپین مارتین
- فورتونیو بونانووا
- جورج رگاس
- رابرت لووری
- ویلیام ادموندز
- بل میچل